# Saison 2021-2022 des Clippers de Los Angeles
La saison 2021-2022 des Clippers de Los Angeles est la 52e saison de la franchise en National Basketball Association (NBA) et la 38e saison à Los Angeles.
Le 20 août 2021, la ligue annonce que la saison régulière démarre le 19 octobre 2021, avec un format typique de 82 matchs.
La saison est marquée par les blessures, notamment par l'absence pour toute la saison de Kawhi Leonard, ainsi qu'une blessure de longue durée pour Paul George. Les Clippers parviennent à se qualifier pour le play-in tournament, atteignant la 8e place de la conférence Ouest et la 3e place de leur division. Néanmoins, ils ne participent pas aux playoffs en raison de deux défaites consécutives face aux Timberwolves du Minnesota et les Pelicans de La Nouvelle-Orléans.

## Draft
| Tour | Choix | Joueur         | Poste | Nationalité | Provenance         |
| ---- | ----- | -------------- | ----- | ----------- | ------------------ |
| 1    | 25    | Quentin Grimes | SG    | États-Unis  | Cougars de Houston |

## Matchs

### Summer League
| Summer League Total: 1-4 |

| Match | Date match | Équipe      | Score    | Meilleur marqueur       | Meilleur rebondeur | Meilleur passeur    | Lieux                | Série |
| ----- | ---------- | ----------- | -------- | ----------------------- | ------------------ | ------------------- | -------------------- | ----- |
| 1     | 9 août     | Milwaukee   | D 78-81  | Jay Scrubb (24)         | Oturu, Scrubb (10) | Jason Preston (8)   | Cox Pavilion         | 0 - 1 |
| 2     | 10 août    | Portland    | D 66-86  | Jay Scrubb (15)         | Daniel Oturu (13)  | Keon Johnson (6)    | Thomas & Mack Center | 0 - 2 |
| 3     | 13 août    | L.A. Lakers | D 84-86  | Brandon Boston Jr. (17) | Isaiah Hicks (10)  | Jay Scrubb (6)      | Thomas & Mack Center | 0 - 3 |
| 4     | 15 août    | Utah        | V 94-90  | Amir Coffey (20)        | Daniel Oturu (8)   | Jason Preston (5)   | Cox Pavilion         | 1 - 3 |
| 5     | 16 août    | Memphis     | D 95-104 | Brandon Boston Jr. (20) | Isaiah Hicks (9)   | Preston, Wesson (5) | Cox Pavilion         | 1 - 4 |

### Pré-saison
| Pré-saison Total: 1-3 (Domicile : 1-2; Extérieur : 0-1) |

| Match | Date match | Équipe     | Score     | Meilleur marqueur       | Meilleur rebondeur     | Meilleur passeur        | Lieux Spectateurs               | Série |
| ----- | ---------- | ---------- | --------- | ----------------------- | ---------------------- | ----------------------- | ------------------------------- | ----- |
| 1     | 4 octobre  | Denver     | V 103-102 | Terance Mann (14)       | Harry Giles (12)       | Terance Mann (5)        | Staples Center 7 825            | 1 - 0 |
| 2     | 6 octobre  | Sacramento | D 98-113  | Brandon Boston Jr. (20) | Brandon Boston Jr. (7) | Eric Bledsoe (4)        | Staples Center 8 122            | 1 - 1 |
| 3     | 8 octobre  | @ Dallas   | D 114-122 | Luke Kennard (19)       | Giles, Hartenstein (8) | George, Hartenstein (5) | American Airlines Center 17 853 | 1 - 2 |
| 4     | 11 octobre | Minnesota  | D 100-128 | Luke Kennard (18)       | Ivica Zubac (9)        | Eric Bledsoe (5)        | Toyota Arena 4 850              | 1 - 3 |

### Saison régulière
| Saison régulière Total: 42-40 (Domicile : 25-16; Extérieur : 17-24) |

| Match | Date match | Équipe         | Score     | Meilleur marqueur  | Meilleur rebondeur | Meilleur passeur    | Lieux Spectateurs     | Série |
| ----- | ---------- | -------------- | --------- | ------------------ | ------------------ | ------------------- | --------------------- | ----- |
| 1     | 21 octobre | @ Golden State | D 113-115 | Paul George (29)   | Paul George (11)   | George, Jackson (6) | Chase Center 18 064   | 0 - 1 |
| 2     | 23 octobre | Memphis        | D 114-120 | Paul George (41)   | Paul George (10)   | Eric Bledsoe (7)    | Staples Center 16 748 | 0 - 2 |
| 3     | 25 octobre | Portland       | V 116-86  | Luke Kennard (23)  | Ivica Zubac (8)    | Eric Bledsoe (7)    | Staples Center 15 672 | 1 - 2 |
| 4     | 27 octobre | Cleveland      | D 79-92   | Nicolas Batum (16) | Paul George (10)   | Quatre joueurs (3)  | Staples Center 13 276 | 1 - 3 |
| 5     | 29 octobre | @ Portland     | D 92-111  | Paul George (42)   | Nicolas Batum (9)  | Jackson, Mann (4)   | Moda Center 16 510    | 1 - 4 |

| Match | Date match   | Équipe                | Score          | Meilleur marqueur   | Meilleur rebondeur      | Meilleur passeur    | Lieux Spectateurs           | Série   |
| ----- | ------------ | --------------------- | -------------- | ------------------- | ----------------------- | ------------------- | --------------------------- | ------- |
| 6     | 1er novembre | Oklahoma City         | V 99-94        | Paul George (32)    | Isaiah Hartenstein (12) | Paul George (7)     | Staples Center 13 722       | 2 - 4   |
| 7     | 3 novembre   | @ Minnesota           | V 126-115      | Paul George (32)    | George, Zubac (6)       | George, Jackson (8) | Target Center 15 386        | 3 - 4   |
| 8     | 5 novembre   | @ Minnesota           | V 104-84       | Paul George (21)    | Ivica Zubac (14)        | Paul George (6)     | Target Center 17 136        | 4 - 4   |
| 9     | 7 novembre   | Charlotte             | V 120-106      | Paul George (20)    | Ivica Zubac (11)        | Paul George (8)     | Staples Center 15 781       | 5 - 4   |
| 10    | 9 novembre   | Portland              | V 117-109      | Paul George (24)    | Paul George (9)         | Paul George (7)     | Staples Center 14 131       | 6 - 4   |
| 11    | 11 novembre  | Miami                 | V 112-109      | Paul George (27)    | Ivica Zubac (11)        | Paul George (5)     | Staples Center 16 150       | 7 - 4   |
| 12    | 13 novembre  | Minnesota             | V 129-102      | Paul George (23)    | Hartenstein, Zubac (12) | Eric Bledsoe (9)    | Staples Center 15 285       | 8 - 4   |
| 13    | 14 novembre  | Chicago               | D 90-100       | Paul George (27)    | Paul George (11)        | Paul George (4)     | Staples Center 17 899       | 8 - 5   |
| 14    | 16 novembre  | San Antonio           | V 106-92       | Paul George (34)    | Ivica Zubac (13)        | George, Jackson (4) | Staples Center 13 298       | 9 - 5   |
| 15    | 18 novembre  | @ Memphis             | D 108-120      | Paul George (23)    | Ivica Zubac (7)         | Paul George (6)     | FedExForum 13 419           | 9 - 6   |
| 16    | 19 novembre  | @ La Nouvelle-Orléans | D 81-94        | Paul George (19)    | Ivica Zubac (11)        | Paul George (6)     | Smoothie King Center 15 274 | 9 - 7   |
| 17    | 21 novembre  | Dallas                | V 97-91        | Paul George (29)    | Ivica Zubac (10)        | Paul George (6)     | Staples Center 17 149       | 10 - 7  |
| 18    | 23 novembre  | Dallas                | D 104-112 (OT) | Reggie Jackson (31) | Reggie Jackson (10)     | Paul George (6)     | Staples Center 17 067       | 10 - 8  |
| 19    | 26 novembre  | Détroit               | V 107-96       | Reggie Jackson (21) | Ivica Zubac (13)        | Trois joueurs (4)   | Staples Center 18 139       | 11 - 8  |
| 20    | 28 novembre  | Golden State          | D 90-105       | Paul George (30)    | Eric Bledsoe (10)       | George, Morris (5)  | Staples Center 19 068       | 11 - 9  |
| 21    | 29 novembre  | La Nouvelle-Orléans   | D 104-123      | Paul George (27)    | Terance Mann (7)        | Terance Mann (5)    | Staples Center 15 691       | 11 - 10 |

| Match | Date match   | Équipe          | Score     | Meilleur marqueur       | Meilleur rebondeur     | Meilleur passeur       | Lieux Spectateurs              | Série   |
| ----- | ------------ | --------------- | --------- | ----------------------- | ---------------------- | ---------------------- | ------------------------------ | ------- |
| 22    | 1er décembre | Sacramento      | D 115-124 | Luke Kennard (19)       | Isaiah Hartenstein (8) | Reggie Jackson (6)     | Staples Center 17 217          | 11 - 11 |
| 23    | 3 décembre   | @ L.A. Lakers   | V 119-115 | Marcus Morris (21)      | Paul George (8)        | Paul George (9)        | Staples Center 18 997          | 12 - 11 |
| 24    | 4 décembre   | @ Sacramento    | D 99-104  | Marcus Morris (21)      | Ivica Zubac (11)       | Paul George (10)       | Golden 1 Center 15 004         | 12 - 12 |
| 25    | 6 décembre   | @ Portland      | V 102-90  | Paul George (21)        | Paul George (8)        | Reggie Jackson (6)     | Moda Center 15 865             | 13 - 12 |
| 26    | 8 décembre   | Boston          | V 114-111 | Brandon Boston Jr. (27) | Mann, Zubac (10)       | Reggie Jackson (7)     | Staples Center 17 064          | 14 - 12 |
| 27    | 11 décembre  | Orlando         | V 106-104 | Reggie Jackson (25)     | Terance Mann (9)       | Trois joueurs (5)      | Staples Center 17 156          | 15 - 12 |
| 28    | 13 décembre  | Phoenix         | V 111-95  | Marcus Morris (24)      | Marcus Morris (11)     | Isaiah Hartenstein (7) | Staples Center 17 909          | 16 - 12 |
| 29    | 15 décembre  | @ Utah          | D 103-124 | Marcus Morris (24)      | Marcus Morris (8)      | Reggie Jackson (9)     | Vivint Smart Home Arena 18 306 | 16 - 13 |
| 30    | 18 décembre  | @ Oklahoma City | D 103-104 | Luke Kennard (27)       | Justise Winslow (9)    | Reggie Jackson (10)    | Paycom Center 15 123           | 16 - 14 |
| 31    | 20 décembre  | San Antonio     | D 92-116  | Paul George (25)        | Ivica Zubac (12)       | Paul George (6)        | Staples Center 18 096          | 16 - 15 |
| 32    | 22 décembre  | @ Sacramento    | V 105-89  | Eric Bledsoe (19)       | Eric Bledsoe (8)       | Eric Bledsoe (7)       | Golden 1 Center 15 386         | 17 - 15 |
| 33    | 26 décembre  | Denver          | D 100-103 | Eric Bledsoe (18)       | Ivica Zubac (11)       | Eric Bledsoe (10)      | Crypto.com Arena 17 759        | 17 - 16 |
| 34    | 27 décembre  | Brooklyn        | D 108-124 | Marcus Morris (24)      | Winslow, Zubac (9)     | Bledsoe, Morris (6)    | Crypto.com Arena 17 128        | 17 - 17 |
| 35    | 29 décembre  | @ Boston        | V 91-82   | Marcus Morris (23)      | Ivica Zubac (14)       | Bledsoe, Kennard (4)   | TD Garden 19 156               | 18 - 17 |
| 36    | 31 décembre  | @ Toronto       | D 108-116 | Marcus Morris (20)      | Terance Mann (11)      | Bledsoe, Kennard (6)   | Scotiabank Arena 0             | 18 - 18 |

| Match | Date match  | Équipe                | Score          | Meilleur marqueur        | Meilleur rebondeur   | Meilleur passeur         | Lieux Spectateurs            | Série   |
| ----- | ----------- | --------------------- | -------------- | ------------------------ | -------------------- | ------------------------ | ---------------------------- | ------- |
| 37    | 1er janvier | @ Brooklyn            | V 120-116      | Eric Bledsoe (27)        | Amir Coffey (8)      | Amir Coffey (5)          | Barclays Center 19 043       | 19 - 18 |
| 38    | 3 janvier   | Minnesota             | D 104-122      | Serge Ibaka (17)         | Amir Coffey (5)      | Eric Bledsoe (5)         | Crypto.com Arena 15 959      | 19 - 19 |
| 39    | 6 janvier   | @ Phoenix             | D 89-106       | Marcus Morris (26)       | Jackson, Morris (8)  | Terance Mann (4)         | Footprint Center 17 071      | 19 - 20 |
| 40    | 8 janvier   | Memphis               | D 108-123      | Marcus Morris (29)       | Mann, Morris (8)     | Amir Coffey (3)          | Crypto.com Arena 17 936      | 19 - 21 |
| 41    | 9 janvier   | Atlanta               | V 106-93       | Amir Coffey (21)         | Ivica Zubac (13)     | Eric Bledsoe (7)         | Crypto.com Arena 14 836      | 20 - 21 |
| 42    | 11 janvier  | Denver                | V 87-85        | Amir Coffey (18)         | Serge Ibaka (9)      | Eric Bledsoe (9)         | Crypto.com Arena 15 077      | 21 - 21 |
| 43    | 13 janvier  | @ La Nouvelle-Orléans | D 89-113       | Terance Mann (15)        | Trois joueurs (6)    | Amir Coffey (5)          | Smoothie King Center 15 406  | 21 - 22 |
| 44    | 15 janvier  | @ San Antonio         | D 94-101       | Amir Coffey (20)         | Serge Ibaka (10)     | Bledsoe, Morris (5)      | AT&T Center 13 223           | 21 - 23 |
| 45    | 17 janvier  | Indiana               | V 139-133      | Nicolas Batum (32)       | Marcus Morris (8)    | Amir Coffey (7)          | Crypto.com Arena 15 080      | 22 - 23 |
| 46    | 19 janvier  | @ Denver              | D 128-130 (OT) | Ivica Zubac (32)         | Ivica Zubac (10)     | Reggie Jackson (12)      | Ball Arena 14 547            | 22 - 24 |
| 47    | 21 janvier  | @ Philadelphie        | V 102-101      | Reggie Jackson (19)      | Ivica Zubac (10)     | Reggie Jackson (9)       | Wells Fargo Center 20 182    | 23 - 24 |
| 48    | 23 janvier  | @ New York            | D 102-110      | Reggie Jackson (26)      | Ivica Zubac (14)     | Eric Bledsoe (6)         | Madison Square Garden 19 812 | 23 - 25 |
| 49    | 25 janvier  | @ Washington          | V 116-115      | Amir Coffey (29)         | Luke Kennard (8)     | Hartenstein, Kennard (6) | Capital One Arena 13 544     | 24 - 25 |
| 50    | 26 janvier  | @ Orlando             | V 111-102      | Amir Coffey (19)         | Justise Winslow (8)  | Amir Coffey (5)          | Amway Center 12 448          | 25 - 25 |
| 51    | 28 janvier  | @ Miami               | D 114-121      | Luke Kennard (23)        | Justise Winslow (10) | Eric Bledsoe (6)         | FTX Arena 19 600             | 25 - 26 |
| 52    | 30 janvier  | @ Charlotte           | V 115-90       | Boston Jr., Jackson (19) | Kennard, Zubac (10)  | Reggie Jackson (5)       | Spectrum Center 18 674       | 26 - 26 |
| 53    | 31 janvier  | @ Indiana             | D 116-122      | Amir Coffey (27)         | Serge Ibaka (11)     | Reggie Jackson (5)       | Gainbridge Fieldhouse 14 629 | 26 - 27 |

| Match                  | Date match | Équipe        | Score     | Meilleur marqueur       | Meilleur rebondeur     | Meilleur passeur         | Lieux Spectateurs               | Série   |
| ---------------------- | ---------- | ------------- | --------- | ----------------------- | ---------------------- | ------------------------ | ------------------------------- | ------- |
| 54                     | 3 février  | L.A. Lakers   | V 111-110 | Marcus Morris (29)      | Ibaka, Jackson (8)     | Eric Bledsoe (7)         | Crypto.com Arena 19 068         | 27 - 27 |
| 55                     | 6 février  | Milwaukee     | D 113-137 | Norman Powell (28)      | Marcus Morris (8)      | Jackson, Mann (5)        | Crypto.com Arena 17 395         | 27 - 28 |
| 56                     | 8 février  | @ Memphis     | D 109-135 | Isaiah Hartenstein (19) | Hartenstein, Zubac (7) | Terance Mann (7)         | FedExForum 16 101               | 27 - 29 |
| 57                     | 10 février | @ Dallas      | D 105-112 | Marcus Morris (21)      | Norman Powell (6)      | Reggie Jackson (8)       | American Airlines Center 19 532 | 27 - 30 |
| 58                     | 12 février | @ Dallas      | V 99-97   | Reggie Jackson (24)     | Ivica Zubac (10)       | Reggie Jackson (8)       | American Airlines Center 20 028 | 28 - 30 |
| 59                     | 14 février | Golden State  | V 119-104 | Terance Mann (25)       | Trois joueurs (8)      | Reggie Jackson (9)       | Crypto.com Arena 19 068         | 29 - 30 |
| 60                     | 15 février | @ Phoenix     | D 96-103  | Marcus Morris (23)      | Ivica Zubac (13)       | Reggie Jackson (8)       | Footprint Center 17 071         | 29 - 31 |
| 61                     | 17 février | Houston       | V 142-111 | Marcus Morris (27)      | Ivica Zubac (10)       | Reggie Jackson (14)      | Crypto.com Arena 17 519         | 30 - 31 |
| NBA All-Star Game 2022 |            |               |           |                         |                        |                          |                                 |         |
| 62                     | 25 février | @ L.A. Lakers | V 105-102 | Terance Mann (19)       | Terance Mann (10)      | Hartenstein, Jackson (6) | Crypto.com Arena 18 997         | 31 - 31 |
| 63                     | 27 février | @ Houston     | V 99-98   | Reggie Jackson (26)     | Ivica Zubac (15)       | Reggie Jackson (6)       | Toyota Center 14 324            | 32 - 31 |

| Match | Date match | Équipe         | Score          | Meilleur marqueur     | Meilleur rebondeur     | Meilleur passeur        | Lieux Spectateurs                 | Série   |
| ----- | ---------- | -------------- | -------------- | --------------------- | ---------------------- | ----------------------- | --------------------------------- | ------- |
| 64    | 1er mars   | @ Houston      | V 113-100      | Ivica Zubac (22)      | Ivica Zubac (12)       | Reggie Jackson (6)      | Toyota Center 12 949              | 33 - 31 |
| 65    | 3 mars     | L.A. Lakers    | V 132-111      | Reggie Jackson (36)   | Ivica Zubac (9)        | Reggie Jackson (9)      | Crypto.com Arena 19 068           | 34 - 31 |
| 66    | 6 mars     | New York       | D 93-116       | Amir Coffey (16)      | Ivica Zubac (9)        | Trois joueurs (4)       | Crypto.com Arena 17 422           | 34 - 32 |
| 67    | 8 mars     | @ Golden State | D 97-112       | Nicolas Batum (17)    | Ivica Zubac (9)        | Reggie Jackson (7)      | Chase Center 18 064               | 34 - 33 |
| 68    | 9 mars     | Washington     | V 115-109      | Reggie Jackson (31)   | Mann, Zubac (9)        | Reggie Jackson (7)      | Crypto.com Arena 15 282           | 35 - 33 |
| 69    | 11 mars    | @ Atlanta      | D 106-112      | Ivica Zubac (24)      | Ivica Zubac (12)       | Reggie Jackson (5)      | State Farm Arena 16 862           | 35 - 34 |
| 70    | 13 mars    | @ Détroit      | V 106-102      | Marcus Morris (31)    | Ivica Zubac (15)       | Reggie Jackson (9)      | Little Caesars Arena 19 313       | 36 - 34 |
| 71    | 14 mars    | @ Cleveland    | D 111-120 (OT) | Ivica Zubac (24)      | Ivica Zubac (14)       | Nicolas Batum (6)       | Rocket Mortgage FieldHouse 18 742 | 36 - 35 |
| 72    | 16 mars    | Toronto        | D 100-103      | Reggie Jackson (23)   | Terance Mann (9)       | Reggie Jackson (9)      | Crypto.com Arena 19 068           | 36 - 36 |
| 73    | 18 mars    | @ Utah         | D 92-121       | Robert Covington (18) | Isaiah Hartenstein (9) | Isaiah Hartenstein (8)  | Vivint Smart Home Arena 18 306    | 36 - 37 |
| 74    | 22 mars    | @ Denver       | D 115-127      | Terance Mann (24)     | Terance Mann (8)       | Reggie Jackson (6)      | Ball Arena 16 089                 | 36 - 38 |
| 75    | 25 mars    | Philadelphie   | D 97-122       | Amir Coffey (21)      | Isaiah Hartenstein (9) | Ivica Zubac (6)         | Crypto.com Arena 19 068           | 36 - 39 |
| 76    | 29 mars    | Utah           | V 121-115      | Paul George (34)      | Isaiah Hartenstein (7) | George, Hartenstein (6) | Crypto.com Arena 19 068           | 37 - 39 |
| 77    | 31 mars    | @ Chicago      | D 130-135 (OT) | Reggie Jackson (34)   | Ivica Zubac (9)        | Reggie Jackson (7)      | United Center 21 519              | 37 - 40 |

| Match | Date match | Équipe              | Score     | Meilleur marqueur     | Meilleur rebondeur      | Meilleur passeur       | Lieux Spectateurs       | Série   |
| ----- | ---------- | ------------------- | --------- | --------------------- | ----------------------- | ---------------------- | ----------------------- | ------- |
| 78    | 1er avril  | @ Milwaukee         | V 153-119 | Robert Covington (43) | Isaiah Hartenstein (10) | Amir Coffey (7)        | Fiserv Forum 18 023     | 38 - 40 |
| 79    | 3 avril    | La Nouvelle-Orléans | V 119-100 | Marcus Morris (22)    | Ivica Zubac (14)        | Reggie Jackson (10)    | Crypto.com Arena 16 840 | 39 - 40 |
| 80    | 6 avril    | Phoenix             | V 113-109 | Norman Powell (24)    | Ivica Zubac (11)        | Isaiah Hartenstein (5) | Crypto.com Arena 19 068 | 40 - 40 |
| 81    | 9 avril    | Sacramento          | V 117-98  | Paul George (23)      | Ivica Zubac (12)        | Paul George (12)       | Crypto.com Arena 17 568 | 41 - 40 |
| 82    | 10 avril   | Oklahoma City       | V 138-88  | Amir Coffey (35)      | Amir Coffey (13)        | Xavier Moon (7)        | Crypto.com Arena 18 210 | 42 - 40 |

### Play-in tournament
| Play-in Total: 0-2 (Domicile : 0-1; Extérieur : 0-1) |

| Match | Date match | Équipe      | Score     | Meilleur marqueur | Meilleur rebondeur | Meilleur passeur    | Lieux Spectateurs    | Série |
| ----- | ---------- | ----------- | --------- | ----------------- | ------------------ | ------------------- | -------------------- | ----- |
| 1     | 12 avril   | @ Minnesota | D 104-109 | Paul George (34)  | Ivica Zubac (9)    | George, Jackson (5) | Target Center 17 136 | 0 - 1 |

| Match | Date match | Équipe              | Score     | Meilleur marqueur  | Meilleur rebondeur | Meilleur passeur   | Lieux Spectateurs       | Série |
| ----- | ---------- | ------------------- | --------- | ------------------ | ------------------ | ------------------ | ----------------------- | ----- |
| 1     | 15 avril   | La Nouvelle-Orléans | D 101-105 | Marcus Morris (27) | Nicolas Batum (27) | Reggie Jackson (8) | Crypto.com Arena 19 068 | 0 - 1 |

### Confrontations en saison régulière
| Conférence Est      | Conférence Est                              | Conférence Est                              | Conférence Ouest                            | Conférence Ouest                            | Conférence Ouest                            | Conférence Ouest                            | Conférence Ouest                            |
| Division Atlantique | Division Atlantique                         | Division Atlantique                         | Division Nord-Ouest                         | Division Nord-Ouest                         | Division Nord-Ouest                         | Division Nord-Ouest                         | Division Nord-Ouest                         |
| Équipe              | Domicile                                    | Extérieur                                   | Équipe                                      | Domicile                                    | Domicile                                    | Extérieur                                   | Extérieur                                   |
| ------------------- | ------------------------------------------- | ------------------------------------------- | ------------------------------------------- | ------------------------------------------- | ------------------------------------------- | ------------------------------------------- | ------------------------------------------- |
| Boston              | 114-111                                     | 91-82                                       | Denver                                      | 100-103                                     | 87-85                                       | 128-130 (OT)                                | 115-127                                     |
| Brooklyn            | 108-124                                     | 120-116                                     | Minnesota                                   | 129-102                                     | 104-122                                     | 126-115                                     | 104-84                                      |
| New York            | 93-116                                      | 102-110                                     | Oklahoma City                               | 99-94                                       | 138-88                                      | 103-104                                     |                                             |
| Philadelphie        | 97-122                                      | 102-101                                     | Portland                                    | 116-86                                      | 117-109                                     | 92-111                                      | 102-90                                      |
| Toronto             | 100-103                                     | 108-116                                     | Utah                                        | 121-115                                     |                                             | 103-124                                     | 92-121                                      |
|                     | 1-4                                         | 3-2                                         |                                             | 7-2                                         | 7-2                                         | 3-6                                         | 3-6                                         |
| Division            | 4-6                                         | 4-6                                         | Division                                    | 10-8                                        | 10-8                                        | 10-8                                        | 10-8                                        |
| Division Centrale   | Division Centrale                           | Division Centrale                           | Division Pacifique                          | Division Pacifique                          | Division Pacifique                          | Division Pacifique                          | Division Pacifique                          |
| Équipe              | Domicile                                    | Extérieur                                   | Équipe                                      | Domicile                                    | Domicile                                    | Extérieur                                   | Extérieur                                   |
| Chicago             | 90-100                                      | 130-135 (OT)                                | Golden State                                | 90-105                                      | 119-104                                     | 113-115                                     | 97-112                                      |
| Cleveland           | 79-92                                       | 111-120 (OT)                                |                                             |                                             |                                             |                                             |                                             |
| Detroit             | 107-96                                      | 106-102                                     | L.A. Lakers                                 | 111-110                                     | 132-111                                     | 119-115                                     | 105-102                                     |
| Indiana             | 139-133                                     | 116-122                                     | Phoenix                                     | 111-95                                      | 113-109                                     | 89-106                                      | 96-103                                      |
| Milwaukee           | 113-137                                     | 153-119                                     | Sacramento                                  | 115-124                                     | 117-98                                      | 99-104                                      | 105-89                                      |
|                     | 2-3                                         | 2-3                                         |                                             | 6-2                                         | 6-2                                         | 3-5                                         | 3-5                                         |
| Division            | 4-6                                         | 4-6                                         | Division                                    | 9-7                                         | 9-7                                         | 9-7                                         | 9-7                                         |
| Division Sud-Est    | Division Sud-Est                            | Division Sud-Est                            | Division Sud-Ouest                          | Division Sud-Ouest                          | Division Sud-Ouest                          | Division Sud-Ouest                          | Division Sud-Ouest                          |
| Équipe              | Domicile                                    | Extérieur                                   | Équipe                                      | Domicile                                    | Domicile                                    | Extérieur                                   | Extérieur                                   |
| Atlanta             | 106-93                                      | 106-112                                     | Dallas                                      | 97-91                                       | 104-112 (OT)                                | 105-112                                     | 99-97                                       |
| Charlotte           | 120-106                                     | 115-90                                      | Houston                                     | 142-111                                     |                                             | 99-98                                       | 113-100                                     |
| Miami               | 112-109                                     | 114-121                                     | Memphis                                     | 114-120                                     | 108-123                                     | 108-120                                     | 109-135                                     |
| Orlando             | 106-104                                     | 111-102                                     | New Orleans                                 | 104-123                                     | 119-100                                     | 81-94                                       | 89-113                                      |
| Washington          | 115-109                                     | 116-115                                     | San Antonio                                 | 106-92                                      | 92-116                                      | 94-101                                      |                                             |
|                     | 5-0                                         | 3-2                                         |                                             | 4-5                                         | 4-5                                         | 3-6                                         | 3-6                                         |
| Division            | 8-2                                         | 8-2                                         | Division                                    | 7-11                                        | 7-11                                        | 7-11                                        | 7-11                                        |
| Conférence          | 16-14 (Domicile : 8-7; Extérieur : 8-7)     | 16-14 (Domicile : 8-7; Extérieur : 8-7)     | Conférence                                  | 26-26 (Domicile : 17-9; Extérieur : 9-17)   | 26-26 (Domicile : 17-9; Extérieur : 9-17)   | 26-26 (Domicile : 17-9; Extérieur : 9-17)   | 26-26 (Domicile : 17-9; Extérieur : 9-17)   |
| Total               | 42-40 (Domicile : 25-16; Extérieur : 17-24) | 42-40 (Domicile : 25-16; Extérieur : 17-24) | 42-40 (Domicile : 25-16; Extérieur : 17-24) | 42-40 (Domicile : 25-16; Extérieur : 17-24) | 42-40 (Domicile : 25-16; Extérieur : 17-24) | 42-40 (Domicile : 25-16; Extérieur : 17-24) | 42-40 (Domicile : 25-16; Extérieur : 17-24) |

## Classements
| Conférence Ouest | Conférence Ouest                    | Conférence Ouest | Conférence Ouest | Conférence Ouest | Conférence Ouest | Conférence Ouest | Conférence Ouest |
| No               | Franchise                           | Vic.             | Def.             | MJ               | V/D              | GB               |                  |
| ---------------- | ----------------------------------- | ---------------- | ---------------- | ---------------- | ---------------- | ---------------- | ---------------- |
| 1                | z - Suns de Phoenix                 | 64               | 18               | 82               | .780             | –                |                  |
| 2                | y - Grizzlies de Memphis            | 56               | 26               | 82               | .683             | 8                |                  |
| 3                | x - Warriors de Golden State        | 53               | 29               | 82               | .646             | 11               |                  |
| 4                | x - Mavericks de Dallas             | 52               | 30               | 82               | .634             | 12               |                  |
| 5                | y - Jazz de l'Utah                  | 49               | 33               | 82               | .598             | 15               |                  |
| 6                | x - Nuggets de Denver               | 48               | 34               | 82               | .585             | 16               |                  |
|                  |                                     |                  |                  |                  |                  |                  |                  |
| 7                | x - Timberwolves du Minnesota       | 46               | 36               | 82               | .561             | 18               |                  |
| 8                | pi - Clippers de Los Angeles        | 42               | 40               | 82               | .512             | 22               |                  |
| 9                | x - Pelicans de La Nouvelle-Orléans | 36               | 46               | 82               | .439             | 28               |                  |
| 10               | pi - Spurs de San Antonio           | 34               | 48               | 82               | .415             | 30               |                  |
|                  |                                     |                  |                  |                  |                  |                  |                  |
| 11               | o - Lakers de Los Angeles           | 33               | 49               | 82               | .402             | 31               |                  |
| 12               | o - Kings de Sacramento             | 30               | 52               | 82               | .366             | 34               |                  |
| 13               | o - Trail Blazers de Portland       | 27               | 55               | 82               | .329             | 37               |                  |
| 14               | o - Thunder d'Oklahoma City         | 24               | 58               | 82               | .293             | 40               |                  |
| 15               | o - Rockets de Houston              | 20               | 62               | 82               | .244             | 44               |                  |

| Division Pacifique           | V  | D  | MJ | V/D  | GB | Dom   | Ext   | Div  |
| ---------------------------- | -- | -- | -- | ---- | -- | ----- | ----- | ---- |
| z - Suns de Phoenix          | 64 | 18 | 82 | .780 | –  | 32–9  | 32–9  | 10–6 |
| x - Warriors de Golden State | 53 | 29 | 82 | .646 | 11 | 31–10 | 22–19 | 12–4 |
| o - Clippers de Los Angeles  | 42 | 40 | 82 | .512 | 22 | 25–16 | 17–24 | 9–7  |
| o - Lakers de Los Angeles    | 33 | 49 | 82 | .402 | 31 | 21–20 | 12–29 | 3–13 |
| o - Kings de Sacramento      | 30 | 52 | 82 | .366 | 34 | 16–25 | 14–27 | 6–10 |